# Ioan Vescan
Ioan Vescan (n. 22 august 1877, Viișoara - d. 1946) a fost un avocat român, cunoscut datorită faptului că a fost primul prefect român al județului Mureș-Turda (cu începere de la 10 ianuarie 1919), precum și datorită contribuției sale la activitatea de organizare a Primului Corp al Voluntarilor Români din Rusia.

## Primii ani
S-a născut în data de 22 august 1877 în satul transilvănean Viișoara într-o familie de țărani ortodocși. Numele mamei sale a fost Ana și al tatălui său, Ioan.  Părinții săi au mai avut  încă  4 copii. După școala urmată în satul natal,  deși a dorit să studieze la liceul din Aiud, datorită necunoașterii limbii maghiare a urmat cursurile celui din Blaj. Mai târziu, după perfecționarea abilității de a vorbi maghiara, a urmat cursurile Facultății de Drept din Târgu Mureș și, apoi, a obținut doctoratul în Drept la Cluj. În acest timp, s-a implicat în mișcarea pentru drepturile sociale, politice și culturale ale românilor transilvăneni. A fost bursier al Fundației Gojdu.

## Cariera politică
În Primul Război Mondial a fost înrolat în Armata Austro-Ungară și trimis să lupte pe Frontul de Răsărit, cu gradul de locotenent. În decembrie 1916 a căzut prizonier. Ajuns în lagărul de la Darnița, a participat la constituirea Corpului de Voluntari, devenind unul dintre fruntașii acestuia și promovând, apoi, în Armata României până la gradul de căpitan.
Odată cu trecerea Transilvaniei în componența României, a participat la impunerea administrației românești în aceasta provincie și a fost numit prefect al județului Mureș-Turda. A fost, de asemenea, un fruntaș al Partidului Național Român și, mai apoi, al Partidului Național Țărănesc. În octombrie 1927 a fost ales președinte executiv al organizației Mureș a P.N.Ț. A fost ales deputat de Mureș. A fost distins cu Ordinul „Ferdinand I”, pentru meritele sale.

## In memoriam
Este înmormântat într-o criptă din Biserica ortodoxă cu hramurile „Sfântul Ioan Botezătorul și Sfânta Ana” din Viișoara, județul Cluj, pe care a ctitorit-o.
O stradă din Târgu-Mureș poartă numele său. În anul 1998, a fost dezvelit un bust al său în fața lăcașului de cult unde este înmormântat.